# (273273) Piwowarski
(273273) Piwowarski est un astéroïde de la ceinture principale.

## Nom
L'astéroïde est nommé d'après Marcin Piwowarski. La citation de nommage est la suivante :

« Marcin Piwowarski (1984-2007) était consultant informatique, spécialisé dans les simulateurs de vol. Dans son temps libre, il adorait faire du sport. Il était pacifiste par conviction, un talentueux photographe et jouait de la batterie dans un groupe de rock. Il trouvait son énergie et son repos dans la nature, dans ses voyages et dans l'astronomie. »

— 

## Description
(273273) Piwowarski est un astéroïde de la ceinture principale. Il fut découvert le 24 juillet 2006 à Winterthour par Markus Griesser. Il présente une orbite caractérisée par un demi-grand axe de 3,18 UA, une excentricité de 0,36 et une inclinaison de 30,6° par rapport à l'écliptique.

## Compléments